# Michael Schmaus
Michael Raphael Schmaus (17. července 1897 Oberbaar, Bavorsko – 8. prosince 1993 Gauting, Horní Bavorsko) byl německý katolický kněz a vysokoškolský pedagog (teologie a dogmatika).

## Život
Po ukončení školy v Rosenheimu studoval katolickou teologii na Univerzitě Ludvíka Maxmiliána v Mnichově a v roce 1924 získal doktorát z teologie pod vedením Martina Grabmanna. Na kněze byl vysvěcen v roce 1922 a svou první mši sloužil 16. července 1922 v Oberbaaru, svém rodišti. Po vyučování na Filozoficko-teologické fakultě ve Freisingu, v tamním semináři a na mnichovské univerzitě působil jako profesor dogmatiky na německojazyčné sekci Karlovy univerzity v Praze (1928–1933) a od roku 1933 na Vestfálské univerzitě Wilhelma v Münsteru.
Od roku 1946 až do svého odchodu do důchodu v roce 1965 byl řádným profesorem katolické dogmatiky na Univerzitě Ludvíka Maxmiliána v Mnichově. Mezi jeho studenty patřili Joseph Ratzinger - pozdější papež Benedikt XVI., s nímž se dostal do sporu v souvislosti se svou habilitační prací o fundamentální teologii „Das Offenbarungsverständnis und die Geschichtstheologie Bonaventuras [Bonaventurovo chápání zjevení a teologie dějin]“ u Gottlieba Söhngena –, Gerhard Boß, Josef Finkenzeller, Elisabeth Gössmann, Richard Heinzmann, Stephan Otto, Uta Ranke-Heinemann a kardinál Leo Scheffczyk. V letech 1951–1952 byl Schmaus rektorem LMU v Mnichově.
Schmaus se zúčastnil druhého vatikánského koncilu jako peritus.
Byl členem katolických studentských spolků Kartellverband katholischer deutscher Studentenvereine [Kartelové sdružení německých katolických studentských spolků] (KV) a čestným členem KBStV Rhaetia München [Katolické bavorské studentské bratrstvo Rhaetia] a katolických německých studentských spolků Aenania München [Katolické německé studentské bratrstvo Aenania] a Trifels München, oba v CV. V roce 1929 byl také zakládajícím členem katolického studentského bratrstva Unitas Praha a v roce 1933 vstoupil do Unitas Sugambria v Münsteru.
Zemřel ve věku 96 let a pohřben byl na hřbitově Waldfriedhof v Mnichově (hrob 142a).

## Působení
Schmaus významně reformoval katolickou dogmatiku díky obecně srozumitelnému jazyku svých děl a důsledné orientaci své teologie na Písmo svaté a díla církevních otců. Jeho obsáhlá Katholische Dogmatik [Katolická dogmatika], která vyšla šestkrát, byla ve své době standardním dílem mimořádného významu. Jeho knihy a spisy byly přeloženy do mnoha jazyků.
V roce 1955 byl zakladatelem časopisu Münchener Theologische Zeitschrift [Mnichovský teologický časopis]. O rok dříve založil Martin-Grabmann-Forschungsinstitut pro studium středověké teologie a filozofie.
Jeho soukromá knihovna byla v roce 2007 předána Saské státní a univerzitní knihovně v Drážďanech (SLUB).
V roce 1934 se ve svém díle Setkání katolického křesťanství s nacionálně socialistickým světonázorem vyjádřil k souvislostem s nacionálně socialistickou ideologií takto: „Směrovky nacionálně socialistických imperativů a směrovky katolických imperativů ukazují stejným směrem.“ Ve svém díle Katholische Dogmatik, vydaném v roce 1941, označil „Židy“ za „služebníky hříchu“, kteří nemají „vůbec žádný cit“, a jejich „děti, za služebníky ďábla“.
Po přestěhování do Mnichova byl v listopadu 1946 vyloučen z univerzity jako profesor kvůli své dřívější příslušnosti k nacistickým organizacím. Zpočátku byl v řízení před kasačním soudem klasifikován jako „stoupenec“ a při odvolacím jednání jako „nedotčený“. Teprve poté, co kasační soud při bavorském ministerstvu zahraničí v polovině října 1947 tuto kategorizaci potvrdil, se mohl na univerzitu vrátit.

## Vyznamenání a ocenění
- 1947: jmenování arcibiskupským církevním radou
- 1951: přijetí do Bavorské akademie věd, historicko-filozofická třída
- 1952: přijetí do Academia Mariana Internationalis v Římě
- 1952: přijetí do Accademia Leonardo Da Vinci v Neapoli
- 1952: jmenování papežským domácím prelátem
- 1954: Komandérský kříž řádu Al Merito Řádu za zásluhy ve Španělsku
- 1956: přijetí do Pontifica Accademia Theologica Romana
- 1957: Komandérský kříž královského řádu Fénixe řeckého krále
- 1959: Bavorský řád za zásluhy
- 1968: Velkokříž Řádu za zásluhy Spolkové republiky Německo
- 1983: Čestný titul apoštolského protonotáře; udělen papežem Janem Pavlem II. 12. listopadu 1983[5]
- 1983: Cena Günthera Klingeho za kulturu obce Gauting
- 1984: Bavorský Maximiliánův řád za vědu a umění
- Pojmenování náměstí u kostela v jeho rodišti Oberbaar jako „Prof.-Michael-Schmaus-Platz“

### Vzpomínkové publikace
- 1957: Pamětní publikace k 60. narozeninám
- 1967: Pamětní publikace k 70. narozeninám

## Spisy v němčině
- Die psychologische Trinitätslehre des hl. Augustinus von Hippo, 1927
- Der Liber propugnatorius des Thomas Anglicus und die Lehrunterschiede zwischen Thomas von Aquin und Duns Scotus, II: Die trinitarischen Lehrdifferenzen (Beiträge zur Geschichte der Philosophie und Theologie des Mittelalters 29), Münster 1930 (Habil.).
- Begegnungen zwischen katholischem Christentum und nationalsozialistischer Weltanschauung (Reihe: Reich und Kirche). Aschendorff, Münster 1933
- Katholische Dogmatik, 3 Bände in 4 Teilbänden, 1938–1941
- Vom Wesen des Christentums, Westheim bei Augsburg 1947
- Aurelius Augustinus – Über den dreieinigen Gott, 2. Auflage: 3.–5. Tausend, München 1951
- Zusammen mit Karl Forster: Der Kult und der heutige Mensch, München 1961.
- Der Glaube der Kirche, 2 Bände, München 1969–1970
- Vom Mysterium der göttlichen Dreieinigkeit, Karlsruhe 1972, ISBN 3-7617-0037-7